# Willi Schwank
Willi Schwank (* 13. August 1916 in Baden-Baden; † 28. März 1979 ebenda) war ein deutscher Koch.

## Werdegang
Schwank lernte Koch bei den Kurhausbetrieben; bald übernahm er die Küche im Spielcasino. Der Zweite Weltkrieg unterbrach Willy Schwanks Koch-Tätigkeit; er wurde in Frankreich, Polen und Russland eingesetzt. Erst 1950 kam er aus russischer Gefangenschaft zurück.
Mit seiner Frau Elisabeth übernahm Willy Schwank erneut den gastronomischen Bereich im Casino.
1953 machte er sich mit dem Restaurant Stahlbad selbstständig, an der Ecke Eichstraße/Lichtentaler Straße. Der Name des Restaurants geht auf ein hier ab 1831 befindliches Bad zurück, das eisenhaltiges Wasser einer Quelle nutzte. 1966 gehörte sein Restaurant zu den ersten 66 Häusern in Deutschland, die mit einem Michelinstern ausgezeichnet wurden. Im Januar 1969 war Jimi Hendrix mit Noel Redding und Mitch Mitchell zu Gast.
1973 zog das Restaurant 200 Meter weiter an den Augustaplatz 2 um. 1974 wurde das Restaurant mit zwei Michelinsternen ausgezeichnet; zwei Sterne wurden 1974 erstmals an nur sieben Restaurants in Deutschland vergeben, darunter das Tantris unter Eckart Witzigmann und das Hotel-Restaurant Erbprinz unter Günther Wanka. Zwei Sterne behielt das Restaurant bis 1976.
Zu Schwanks Schülern gehörten Harald Wohlfahrt, der 1974 bis 1976 bei ihm kochte, und 1977 bis 1979 Rainer Wolter sowie Pavel Pospíšil und Willi Tetz, der in den 1980er Jahren Küchenchef des Sterne-Restaurants Humperdinck in Frankfurt am Main war.
Nach Schwanks Tod 1979 existierte das Restaurant Stahlbad unter anderer Leitung weiter bis 2019. Im März 2022 zogen die Gastronomen Sophie und Stéphan Bernhard ins Stahlbad; sie führen seit Jahren das Restaurant Le Jardin de France (ein Michelinstern) und führen die Tradition des Stahlbads als Le Jardin de France im Stahlbad weiter.

## Privates
Willi Schwank war mit Elisabeth Schwank (1921–2013) verheiratet, die ebenfalls im Restaurant Stahlbad arbeitete, wo sie bis 2012 tätig war.

## Auszeichnungen
- 1966: Ein Michelinstern für das Restaurant Stahlbad in Baden-Baden
- 1974: Zwei Michelinsterne für das Restaurant Stahlbad in Baden-Baden